# Lex Luger
Lawrence Wendell Pfohl (Búfalo, New York, 2 de junio de 1958), es un luchador profesional estadounidense retirado, más conocido por su trabajo en la WWF y en la WCW donde alcanzó una gran fama en la década de 1990 como Lex Luger.
Como luchador profesional, tuvo como logros haber ganado dos veces el Campeonato Mundial Peso Pesado de WCW, una vez el campeonato mundial peso pesado de la WWA, haber ganado cinco veces el campeonato de Estados Unidos de la WCW y haber ganado junto con Bret Hart en su paso por WWF la Séptima edición de Royal Rumble. En 2025, recibió su inducción al Salón de la Fama de WWE. 
Actualmente, Pfohl trabaja tras bastidores en WWE en su programa de Bienestar y Salud dando conversaciones a los talentos más jóvenes sobre los peligros de las adicciones al licor y a las drogas.

## Carrera en el fútbol americano
Pfohl asistió a Penn State con una beca deportiva de fútbol americano pero fue trasferido a los Miami Hurricanes antes de finalizar su primer año como universitario. No jugó en todo el año de 1978, pero en 1979 jugó como Tackle defensivo hasta el fin de su beca. Al dejar Miami, Pfohl jugó de manera profesional con el equipo Montreal Alouettes de la Canadian Football League. De acuerdo al sitio web de los Alouettes, jugó un partido en 1979, uno en 1980 y dos más en 1981. Firmó con los Green Bay Packers de la National Football League, pero nunca jugó un solo partido, ya que pasó toda la temporada de 1982 en la reserva de jugadores lesionados por una lesión provocada en los campos de entrenamiento. Regresó a los Packers en 1983, pero fue despedido antes de que comenzara la temporada regular. En 1984, Pfohl finalizó su carrera en el fútbol americano jugando en la USFL para los equipos Memphis Showboats, donde usó el número 72, y los Tampa Bay Bandits donde fue compañero de su futuro rival en la WCW, Ron Simmons.

## Carrera Profesional en el Wrestling

### NWA Florida (1985-1986)
En 1985, Luger conoció a Bob Roop en un torneo de golf para famosos en Florida y le concedió la oportunidad de entrar en el wrestling profesional. Roop consiguió que Luger fuese entrenado por Hiro Matsuda, que previamente entrenó a Hulk Hogan y "Mr. Wonderful" Paul Orndorff. Luger adoptó el nombre "Lex Luger", siendo fanático del villano ficticio Lex Luthor, e hizo su debut en el ring en septiembre de 1985.
Luger comenzó luchando en NWA Florida. Obtuvo su primera victoria el 31 de octubre del 85 contra Ed "The Bull" Gantner y ganó el Southern Heavyweight Championship a manos de Wahoo McDaniel al mes siguiente. El 1 de septiembre del 86 luchó contra el campeón de la NWA, Ric Flair, en una pelea por el título en el show Battle of the Belts y que acabó en empate tras 60 minutos de combate. Como resultado de esto, Flair retuvo el título.

### WWF Federación Mundial de Lucha Libre (1993-1995)

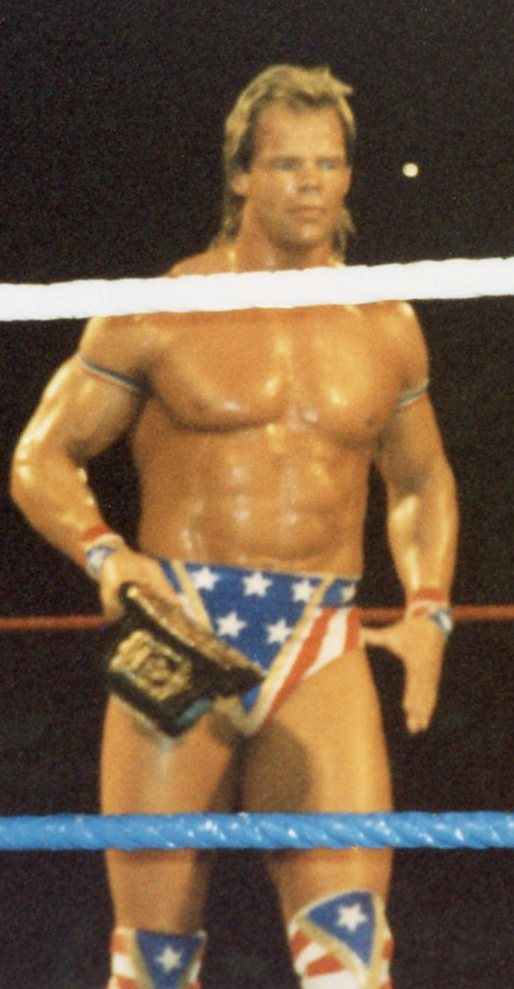
Luger en 1993 tras su victoria ante Yokozuna

Después de perder ante Sting en SuperBrawl, Luger negoció una salida de la WCW e inicialmente se unió a la recientemente inaugurada Federación Mundial de Culturismo (WBF) que fue creada por Vince Kennedy McMahon, promotor/dueño de la misma WWF, y que de alguna forma pretendía ser una empresa paralela o subsidiaria de World Wrestling Federation (WWF).
Lex Luger apareció regularmente como coanfitrión en el programa de los sábados por la mañana llamado WBF BodyStars. También hizo una aparición en WrestleMania VIII, participando en una entrevista al aire con Bobby "The Brain" Heenan y Gorilla Monsoon. Heenan y Luger formaron una alianza en la WBF (similar a la alianza de Heenan con Ric Flair en la WWF). Estaba previsto que posara como invitado en un evento de pago por evento de la WBF, pero resultó herido en un accidente de motocicleta. Cuando se recuperó, encontró que la WBF había cerrado.

### Nacimiento de El narcisista (The Narcissist)
Después de su accidente y el cierre de la WBF, Luger se unió ahora ya como luchador, a la Federación Mundial de Lucha Libre (WWF) debutando en 1993. Bobby "The Brain" Heenan lo presentó con el gimmick o personaje de 'El Narcisista' debido a su gran físico y apariencia. Su primer gran triunfo sería contra Mr. Perfect a quién derrotaría en WrestleMania IX, mediante trampas, más tarde tendría grandes victorias como contra el mismo Hennig y Crush a quien derrotaría con ayuda de Doink The Clown, después cambiaría a "face" luego de participar en julio de 1993 en una competencia de quién podría levantar al entonces campeón de la WWF, Yokozuna, ganando este el torneo, y quedando Crush en segundo lugar. Compitió contra Yokozuna en SummerSlam (1993) lucha que ganaría Luger por cuenta fuera, pero Yokozuna retendría el Campeonato de la WWF, más tarde haría equipos y alianzas con Randy Savage y The Steiner Brothers, al igual que con Tatanka, en Survivor Series (1993) haría equipo con The Undertaker y los Steiners para enfrentar al equipo de Yokozuna, Crush, Ludvig Borga y Quebequer, lucha en la cual ganaría Luger eliminando a los dos últimos, meses después ganaría el Royal Rumble siendo co-ganador con Bret Hart, perdería por descalificación en la lucha por el título de la WWF en WrestleMania X en Nueva York, gracias a la negligencia de Mr. Perfect, entraría más tarde en un feudo con The Million Dollar Corporation, a mediados de 1994. Tendría un combate venciendo a Tatanka en un Steel Cage Match. Tras esto haría pareja con The British Bulldog llamándose "The Allied Powers", participó en el Royal Rumble (1995) siendo eliminado por Crush y Shawn Michaels, en el puesto 27, siendo uno de los 4 finalistas. Hizo pareja con Bulldog ganando en WrestleMania XI ante Eli y Jacob. Entró en un feudo más tarde con Owen Hart a quien derrotaría en junio de 1995, sin embargo, perdieron la oportunidad de ganar los títulos en parejas ante Owen Hart y Yokozuna en In Your House 2. Hizo una aparición sorpresa tras el turn heel de Bulldog en SummerSlam durante la lucha de King Mabel y el entonces campeón Diesel, lucha que ganaría este último. Esa fue su última aparición en la WWF hasta su salida y su exitoso regreso a la World Championship Wrestling en septiembre de 1995.

## Campeonatos y logros
- Championship Wrestling from Florida
  - NWA Florida Bahamian Championship (1 vez)[3]
  - NWA Florida Television Championship (1 vez)[4]
  - NWA Southern Heavyweight Championship (Florida versión) (3 veces)[5]

- Jim Crockett Promotions/World Championship Wrestling
  - WCW World Heavyweight Championship (2 veces)[6]
  - NWA / WCW United States Heavyweight Championship (5 veces)[7]
  - NWA World Tag Team Championship (Mid-Atlantic versión) (1 vez) – con Barry Windham[8]
  - WCW World Tag Team Championship (2 veces) – con Sting (1) y The Giant (1)[9]
  - WCW World Television Championship (2 veces)[10]
  - Jim Crockett Sr. Memorial Cup Tag Team Tournament (1988) con Sting[11]
  - Triple Crown Championship (Segundo)

- World Wrestling All-Stars
  - WWA World Heavyweight Championship (1 vez)

- World Wrestling Federation/WWE
  - Royal Rumble (1994) con Bret Hart[12]
  - Slammy Award (1 vez)
    - Most Patriotic (1994)

  - WWE Hall of Fame (clase de 2025)
- Pro Wrestling Illustrated
  - Luchador del año (1997)[13]
  - Regreso del año (1993)
  - Feudo del año (1987) Four Horsemen vs. Super Powers y The Road Warriors
  - Feudo del año (1988, 1990) vs. Ric Flair
  - Lucha del año (1991) con Sting vs. Steiner Brothers en SuperBrawl
  - Luchador más popular del año (1993)
  - Debutante del año (1986)

- Wrestling Observer Newsletter awards
  - Luchador que más ha mejorado (1996) con Arn Anderson, Meng, The Barbarian, Ric Flair, Kevin Sullivan, Z-Gangsta y The Ultimate Solution vs. Hulk Hogan y Randy Savage, WCW Uncensored, Towers of Doom match, Tupelo, MS, March 24
  - Luchador que más ha mejorado (1989)